# Khoikhoi

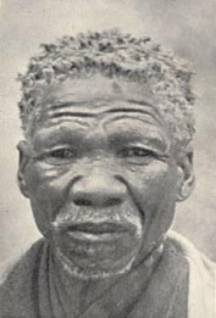
Etnic Khoikhoi.

Khoikhoi (în traducere „oamenii oamenilor” sau „oameni reali”) sau Khoi, scris Khoekhoe în ortografia standardizată a limbilor Khoekhoe/Nama, sunt o diviziune a grupului etnic Khoisan (locuitorii nativi ai Africii de Sud-Vest). Khoikhoi sunt înrudiți cu San și au trăit în Africa de Sud din secolul V e.c. Când coloniștii europeni au ocupat zona în 1652, Khoikhoi erau un popor pastoral, îngrijind mari turme de vite Nguni. Europenii i-au denumit hotentoți, o imitație a foneticii limbii Khoekhoe; termenul este considerat a fi insultător. În prezent, Nama este singurul grup etnic Khoikhoi existent.